# Karen Livingston-Bliss
Karen Livingston-Bliss née le 19 décembre 1963 à Quakertown, est une coureuse cycliste professionnelle américaine.
Elle est intronisée au Temple de la renommée du cyclisme américain en 2019.

## Palmarès sur route
- 1990
  -  Championne des États-Unis du critérium
- 1991
  - Tour de Okinawa
  - Tour de Somerville
- 1992
  - International Tour de Toona
  - Flevotour
- 1994
  -  Championne des États-Unis du critérium
- 1996
  - 3e de Liberty Classic
- 1997
  -  Championne des États-Unis du critérium
  - Chris Thater Memorial Criterium
  - Tour de Somerville
- 1998
  -  Championne panaméricaine sur route
  - Tour de Somerville
  - 6e étape du Tour de Snowy
  - 2e étape du Fitchburg Longsjo Classic
  - 4e étape du Fitchburg Longsjo Classic

## Palmarès sur piste

### Championnats des États-Unis
- 1986
  -  Championne des États-Unis de la course aux points
- 1987
  -  Championne des États-Unis de la course aux points
- 1989
  -  Championne des États-Unis de la course aux points
- 1991
  -  Championne des États-Unis de la course aux points
- 1993
  - 3e de la course aux points